# Scotty Nguyen
Thuan B. „Scotty“ Nguyen (vietnamesisch Thuận B. Nguyễn; * 28. Oktober 1962 in Nha Trang, Vietnam) ist ein professioneller vietnamesisch-amerikanischer Pokerspieler.
Nguyen hat sich mit Poker bei Live-Turnieren mehr als 12,5 Millionen US-Dollar erspielt. Er ist fünffacher Braceletgewinner der World Series of Poker und gewann einmal das Main Event der World Poker Tour. Nguyen ist Mitglied der Poker Hall of Fame und 2019 als einer der 50 besten Spieler der Pokergeschichte genannt.

## Pokerkarriere

### Werdegang
Nguyen war einer der aktivsten Spieler im Profipoker. Von 2000 bis 2004 schloss er mehr als 100 Turniere in den Preisrängen ab. Er gewann das Hauptturnier der World Series of Poker (WSOP) 1998 in Las Vegas und sicherte sich insgesamt fünf Bracelets bei dieser Turnierserie.
Nguyen sagt im Spiel regelmäßig „baby“ und „yeah baby“ und ist sehr emotional. Er prägte den Satz „That's poker, baby“ für eine unglücklich verlorene Hand, einen sogenannten Bad Beat. In der letzten Hand des WSOP-Main-Events 1998 lag ein Full House (9-9-8-8-8) als Community Cards auf dem Tisch. Nguyen sagte zu seinem Gegner Kevin McBride, wenn er mitgehen würde, wäre alles vorbei (original: You call, gonna be all over, baby). McBride callte, und das Turnier war vorbei, da Nguyen eine Neun auf der Hand hatte und damit mit „Nines Full“ das „Eights Full“ von McBridge schlug, der das Full House auf dem Board spielte.
Nachdem er bereits mehrere Finaltische der World Poker Tour erreicht hatte, gewann Nguyen ein Turnier im Januar 2006, als er Michael Mizrachi im Heads-Up bei den Gold Strike World Poker Open der vierten Saison besiegte. Beim Main Event der WSOP 2007 belegte Nguyen den elften Platz. Diese Leistung wird von Experten und Kennern der Pokerbranche deshalb so extrem hoch angesehen, da sich die Anzahl der Teilnehmer in dieser Zeit extrem erhöht hatte.
Beim 50.000 US-Dollar teuren H.O.R.S.E.-Event besiegte Nguyen 2008 im Heads-Up den erst 23-jährigen Michael DeMichele und war damit nochmal um knapp 2 Millionen US-Dollar und den wohl prestigeträchtigsten Titel bei der WSOP reicher. Einige Kritik hagelte es dennoch, da Nguyen reichlich angetrunken zum Finaltisch erschien und regelmäßig die anderen Spieler sowie die Servicekräfte im Casino beschimpfte. Erick Lindgren, der drittplatziert ausschied, kommentierte dies mit „Can’t beat the drunk today“. Nguyen ist damit der einzige Spieler, der bei der WSOP die beiden prestigeträchtigsten Turniere, das Main Event (1998) und das H.O.R.S.E.-Event (2008), gewann.
Nguyen war im April 2004 Gast in der Sendung Late Night with Conan O’Brien. Im Jahr 2013 wurde er in die Poker Hall of Fame aufgenommen, nachdem er zuvor viermal nominiert, aber nicht gewählt worden war. Im Rahmen der 50. Austragung der World Series of Poker wurde Nguyen im Juni 2019 als einer der 50 besten Spieler der Pokergeschichte genannt.

### Braceletübersicht

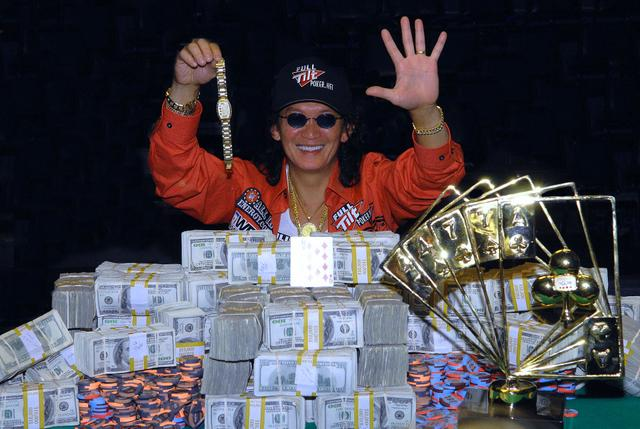
Nguyen nach dem Gewinn der H.O.R.S.E. Championship bei der WSOP 2008

Nguyen kam bei der WSOP 66-mal ins Geld und gewann fünf Bracelets:
| Jahr | Buy-in (in $) | Turnier                                          | Teilnehmer | Preisgeld (in $) |
| ---- | ------------- | ------------------------------------------------ | ---------- | ---------------- |
| 1997 | 02.000        | Limit Omaha Hi-Lo                                | 215        | 0.156.950        |
| 1998 | 10.000        | No-Limit Hold’em Main Event – World Championship | 350        | 1.000.000        |
| 2001 | 02.500        | Pot-Limit Omaha                                  | 102        | 0.178.480        |
| 2001 | 05.000        | Limit Omaha Hi-Lo                                | 107        | 0.207.580        |
| 2008 | 50.000        | H.O.R.S.E. Championship                          | 148        | 1.989.120        |

### Preisgeldübersicht
| Jahr   | Preisgeld (in $) | Turniersiege |
| ------ | ---------------- | ------------ |
| 1991   | 6.600            | 0            |
| 1992   | 43.261           | 1            |
| 1993   | 710              | 0            |
| 1994   | 40.352           | 0            |
| 1995   | 170.942          | 3            |
| 1996   | 82.391           | 2            |
| 1997   | 261.723          | 3            |
| 1998   | 1.125.862        | 3            |
| 1999   | 92.587           | 1            |
| 2000   | 294.804          | 6            |
| 2001   | 874.553          | 7            |
| 2002   | 404.862          | 6            |
| 2003   | 553.863          | 6            |
| 2004   | 715.939          | 2            |
| 2005   | 927.490          | 3            |
| 2006   | 1.158.375        | 1            |
| 2007   | 837.317          | 0            |
| 2008   | 2.401.489        | 1            |
| 2009   | 945.623          | 1            |
| 2010   | 362.177          | 0            |
| 2011   | 95.613           | 1            |
| 2012   | 242.321          | 0            |
| 2013   | 70.595           | 0            |
| 2014   | 44.904           | 0            |
| 2015   | 120.184          | 0            |
| 2016   | 24.846           | 0            |
| 2017   | 40.495           | 0            |
| 2018   | 685.930          | 1            |
| 2019   | 1.721            | 0            |
| 2020   | 0                | 0            |
| 2021   | 74.162           | 0            |
| 2022   | 11.699           | 0            |
| 2023   | 7.114            | 0            |
| gesamt | 12.720.504       | 48           |